# أيغويلي دي لا تسا
أيغويلي دي لا تسا (بالإنجليزية: Aiguille de la Tsa)‏ هو أحد جبال سلسلة جبال الألب بينيني وجزء من القمة الأم دينت دي بيروك يقع في كانتون فاليز، سويسرا. يبلغ ارتفاع الجبل حوالي 3668 متر، بينما يبلغ ارتفاع نتوء الجبل 251 متر.